# 12533 Edmond
12533 Edmond è un asteroide della fascia principale. Scoperto nel 1998, presenta un'orbita caratterizzata da un semiasse maggiore pari a 2,5725568 UA e da un'eccentricità di 0,2149275, inclinata di 5,02620° rispetto all'eclittica.